# Aceruloplasminemia
L'aceruloplasminemia è una malattia genetica a carattere autosomico recessivo, determinata dalla mancanza di ceruloplasmina. La ceruloplasmina è una glicoproteina indispensabile all'organismo per il trasporto del rame e per la rimozione del ferro dai tessuti tramite l'attività dell'enzima ferrossidasi.

## Epidemiologia
La malattia è molto rara in Europa, dove le stime epidemiologiche parlano di meno di un caso su un milione. In Giappone, dove la malattia è relativamente più frequente, si calcola un caso ogni 1-2 milioni di matrimoni fra non consanguinei. Maschi e femmine risultano affetti in uguale percentuale.

## Patogenesi
La ceruloplasmina catalizza la conversione del ferro dalla forma ferrosa (Fe++) alla ferrica (Fe+++) ad opera della ferrossidasi. Il blocco della ferrossidasi determina l'incapacità delle cellule a ossidare ed espellere il ferro. Questo pertanto si accumula all'interno delle cellule, provocando l'ossidazione e la formazione di radicali liberi, che sono la causa della tossicità cellulare e del danno neuronale nelle regioni cerebrali interessate.

## Sintomatologia
L'età di esordio della malattia è variabile. I sintomi di esordio sono attribuibili al diabete mellito secondario al danno pancreatico provocato dall'accumulo del ferro nelle cellule beta che producono l'insulina; il sovraccarico epatico di ferro di solito non dà sintomi e non dà luogo a cirrosi epatica, mentre l'interessamento del sistema nervoso è responsabile di forme di decadimento cognitivo, demenza e atassia cerebellare. A questi sintomi si associa nell'80% dei casi un'anemia.

## Terapie
La terapia chelante con Deferoxamina, se intrapresa precocemente, può prevenire l'accumulo di ferro nel tessuto nervoso e la degenerazione neuronale, ma se usata quando il danno si è ormai instaurato, può solo rallentare il processo degenerativo. Nelle fasi avanzate della malattia, questa terapia è inefficace.